# Sant Antoni de Pàdua dels Escolapis
Sant Antoni de Pàdua és l'església de la comunitat dels Pares Escolapis de la vila de Moià (Moianès) protegida com a bé cultural d'interès local. L'església barroca dels Escolapis forma conjunt amb el gran casal que aquest orde té dins el nucli urbà de Moià. Aixecada en el període 1707-1724, ha sofert diverses profanacions en èpoques de turbulència. La construcció no fou totalment acabada fins al 1750. L'interior ha estat reconstruït després de la guerra civil. No conserva cap peça anterior a aquesta dada. Actualment serveix com a església del col·legi. L'altar que es pot veure avui fou aixecat el 1960. És una església d'una sola nau, molt espaiosa. La façana pertany al barroc tardà i presenta abundant decoració vegetal de grotesc i garlandes. La portalada és coronada per una fornícula amb una imatge de sant Antoni de Pàdua feta després de la guerra. L'original fou profanada en la darrera guerra civil. L'interior de la capella rep la seva llum per un òcul circular col·locat a la part superior de la façana. La coberta és a dues aigües. Flanqueja el conjunt una torre-campanar d'estil barroc tardà molt senzill.